# Ваља Соарелуј (Олт)
Ваља Соарелуј (рум. Valea Soarelui) насеље је у Румунији у округу Олт у општини Редеа. Oпштина се налази на надморској висини од 123 m.

## Становништво
Према подацима из 2002. године у насељу је живело 317 становника, од којих су сви румунске националности.